# Max Picard
Max Picard (Schopfheim, Németország, 1888. június 5. – Neggio, Lugano, Svájc, 1965. október 3.) svájci orvos és kultúrfilozófus.

## Élete
Picard 1888-ban született Joseph Picard és Margareth Goldstrom gyerekeként. Orvosi tanulmányait Freiburg im Breisgauban, Berlinben és Münchenben végezte. Először Heidelbergben gyakorló orvosként, majd Münchenben orvosként dolgozott. 
Heidelbergi tartózkodása alatt Ernst Troeltsch és Heinrick Rickert filozófiaelőadásait hallgatta.
1918-ban, alig harmincévesen otthagyta az orvosi pályát és Tessinben telepedett le. Műveinek fő témája a kulturfilozófia és -kritika. Munkájának elismeréseként 1952-ben megkapta a Johann-Peter-Hebel-díjat és tagja volt a Pen-Clubnak is.
Max Picard 77 éves korában, egy baleset következtében hunyt el.

## Filozófiája
Max Picard gondolatiságának középpontjában a tömegtársadalom és az egyén konfliktusa áll. A modern kor embere ki van szakítva a hagyományok által teremtett összhangból, a világot egyre inkább csak a médián keresztül ismeri. Ez a fajta kommunikáció pedig nem  enged teret a személyes találkozásnak és megismerésnek. Írásainak stílusa nem érvelő, hanem inkább aforisztikus, lényegre törő.
Legnépszerűbb művében, „A csend birodalmában“ amellett érvel, hogy a szüntelen információáramlás, szóörvény közepette az ember a csendben találja meg önmagát. A csend az egyetlen jelenség, aminek nincs közvetlen gyakorlati haszna, ezért ellenáll a technicizálódott társadalom haszonelvű gondolkodásának.

## Művei magyarul
- A csend birodalma / Max Picard ; ford. Szabóné Révész Mária. - Budapest : Kairosz, 2002.